# Elezioni regionali in Sicilia del 1996
Le elezioni per il rinnovo dell'Assemblea Regionale Siciliana si sono volte il 16 giugno 1996. La legislatura si concluse nel 2001, ultima prima dell'elezione diretta del presidente della regione.
Sono le prime elezioni in cui è presente Forza Italia, mentre gli ex DC sono presenti in due formazioni di centrodestra (CCD e CDU) e una di centro sinistra (PPI). Prima volta anche per AN .
Al termine di queste consultazioni venne eletto dall'Ars presidente della Regione il forzista Giuseppe Provenzano, con il ritorno del centrodestra dopo decenni di governi di centrosinistra, che mantenne l'incarico fino al 1998. Dopo un breve intermezzo del centrista Giuseppe Drago, un "ribaltone" portò a Palazzo dei Normanni il diessino Angelo Capodicasa, che divenne il primo presidente della Regione siciliana proveniente dalle file della sinistra. L'ultimo anno tornò il centrodestra al governo con Vincenzo Leanza presidente. 

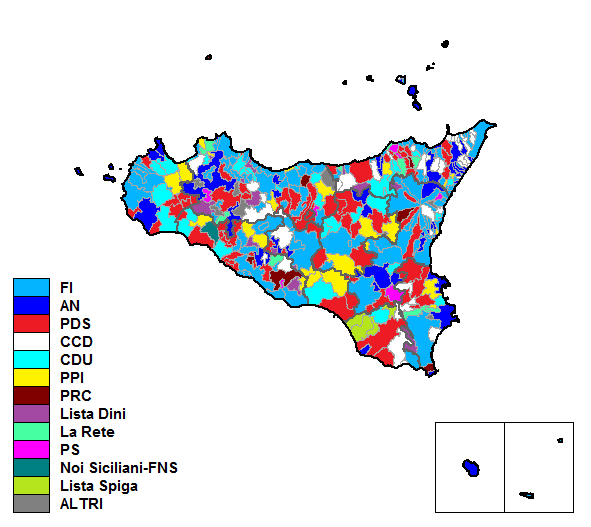
Partiti maggioritari nei singoli comuni

## Risultati
| Partito                            | Partito                              | Risultati | Risultati | Risultati | Seggi | Seggi   |
| Partito                            | Partito                              | Voti      | %         | ±         | Num   | ±       |
| ---------------------------------- | ------------------------------------ | --------- | --------- | --------- | ----- | ------- |
|                                    | Forza Italia                         | 456 125   | 17,10     | n.d.      | 17    | n.d.    |
|                                    | Alleanza Nazionale                   | 376 122   | 14,10     | 9,32      | 14    | 9       |
|                                    | Partito Democratico della Sinistra   | 353 327   | 13,25     | 3,36      | 12    | 1       |
|                                    | Centro Cristiano Democratico         | 261 830   | 9,82      | n.d.      | 11    | n.d.    |
|                                    | Cristiani Democratici Uniti          | 245 351   | 9,20      | n.d.      | 7     | n.d.    |
|                                    | Partito Popolare Italiano            | 198 392   | 7,44      | n.d.      | 6     | n.d.    |
|                                    | Rinnovamento Italiano                | 131 355   | 4,92      | n.d.      | 4     | n.d.    |
|                                    | Partito della Rifondazione Comunista | 115 138   | 4,32      | 1,15      | 6     | 5       |
|                                    | La Rete                              | 94 818    | 3,55      | 3,74      | 3     | 2       |
|                                    | Partito Socialista - Sicilia         | 50 369    | 1,89      | n.d.      | 3     | n.d.    |
|                                    | Noi Siciliani - FNS                  | 46 606    | 1,75      | n.d.      | 1     | n.d.    |
|                                    | Movimento Sociale Fiamma Tricolore   | 31 606    | 1,18      | n.d.      | –     | n.d.    |
|                                    | Cristiano Sociali                    | 30 276    | 1,13      | n.d.      | –     | n.d.    |
|                                    | Federazione dei Verdi                | 26 079    | 0,98      | 0,04      | –     | Stabile |
|                                    | Lista Nicolosi - Riforme e Libertà   | 23 967    | 0,90      | n.d.      | 1     | n.d.    |
|                                    | Lista Spiga (PDS)                    | 21 966    | 0,82      | 0,11      | 1     | Stabile |
|                                    | Alleanza Democratica                 | 17 608    | 0,66      | n.d.      | 1     | n.d.    |
|                                    | La Rete - Verdi                      | 16 347    | 0,61      | n.d.      | 1     | n.d.    |
|                                    | Lista Dini - PPI                     | 16 119    | 0,60      | n.d.      | –     | n.d.    |
|                                    | Comunisti - Verdi                    | 14 093    | 0,53      | n.d.      | –     | n.d.    |
|                                    | Associazione Culturale I Riformisti  | 13 332    | 0,50      | n.d.      | 1     | n.d.    |
|                                    | Movimento Democratico Popolare       | 11 963    | 0,45      | n.d.      | 1     | n.d.    |
|                                    | Altre liste                          | 114 785   | 4,30      | n.d.      | –     | n.d.    |
|                                    |                                      |           |           |           |       |         |
| Iscritti                           | Iscritti                             | 4 391 068 | 100,00    |           |       |         |
| ↳ Votanti (% su iscritti)          | ↳ Votanti (% su iscritti)            | 2 902 815 | 66,11     | 8,28      |       |         |
| ↳ Voti validi (% su votanti)       | ↳ Voti validi (% su votanti)         | 2 667 574 | 91,90     |           |       |         |
| ↳ Schede non valide (% su votanti) | ↳ Schede non valide (% su votanti)   | 235 241   | 8,10      |           |       |         |
| ↳ Astenuti (% su iscritti)         | ↳ Astenuti (% su iscritti)           | 1 488 253 | 33,89     |           |       |         |

## Giunte
La giunta Provenzano si insediò il 18 luglio 1996, e diede le dimissioni il 24 dicembre 1997.
| Assessore                   | Partito | Partito                      | Carica                                                                                        |
| --------------------------- | ------- | ---------------------------- | --------------------------------------------------------------------------------------------- |
| Giuseppe Provenzano         |         | Forza Italia                 | Presidente                                                                                    |
| Giuseppe D'Andrea           |         | Centro Cristiano Democratico | Vicepresidente Assessore ai Beni culturali, ambientali e alla Pubblica istruzione             |
| Giuseppe Galletti           |         | Centro Cristiano Democratico | Assessore alla Presidenza                                                                     |
| Salvatore Cuffaro           |         | Cristiani Democratici Uniti  | Assessore all'Agricoltura e alle Foreste                                                      |
| Marzio Tricoli              |         | Alleanza Nazionale           | Assessore al Bilancio e alle Finanze                                                          |
| Salvo Fleres                |         | Forza Italia                 | Assessore alla Cooperazione, al Commercio, all'Artigianato e alla Pesca                       |
| Sebastiano Burgaretta Aparo |         | Centro Cristiano Democratico | Assessore agli Enti locali                                                                    |
| Giuseppe Castiglione        |         | Cristiani Democratici Uniti  | Assessore all'Industria                                                                       |
| Giovanni Manzullo           |         | Cristiani Democratici Uniti  | Assessore ai Lavori pubblici                                                                  |
| Carmelo Briguglio           |         | Alleanza Nazionale           | Assessore al Lavoro, alla Previdenza sociale, alla Formazione professionale e all'Emigrazione |
| Alessandro Pagano           |         | Forza Italia                 | Assessore alla Sanità                                                                         |
| Ugo Grimaldi                |         | Forza Italia                 | Assessore al Territorio e all'Ambiente                                                        |
| Nino Strano                 |         | Alleanza Nazionale           | Assessore al Turismo, alle Comunicazioni e ai Trasporti                                       |

La giunta Drago si insediò il 29 gennaio 1998, e diede le dimissioni il 16 ottobre 1998.
| Assessore              | Partito | Partito                      | Carica                                                                                        |
| ---------------------- | ------- | ---------------------------- | --------------------------------------------------------------------------------------------- |
| Giuseppe Drago         |         | Centro Cristiano Democratico | Presidente                                                                                    |
| Giambattista Bufardeci |         | Forza Italia                 | Vicepresidente Assessore alla Presidenza                                                      |
| Salvatore Cuffaro      |         | Cristiani Democratici Uniti  | Assessore all'Agricoltura e alle Foreste                                                      |
| Antonino Croce         |         | Forza Italia                 | Assessore ai Beni culturali, ambientali e alla Pubblica istruzione                            |
| Marzio Tricoli         |         | Alleanza Nazionale           | Assessore al Bilancio e alle Finanze                                                          |
| Antonino Beninati      |         | Forza Italia                 | Assessore alla Cooperazione, al Commercio, all'Artigianato e alla Pesca                       |
| Salvatore Misuraca     |         | Forza Italia                 | Assessore agli Enti locali                                                                    |
| Giuseppe Castiglione   |         | Cristiani Democratici Uniti  | Assessore all'Industria                                                                       |
| Giovanni Manzullo      |         | Cristiani Democratici Uniti  | Assessore ai Lavori pubblici                                                                  |
| Carmelo Briguglio      |         | Alleanza Nazionale           | Assessore al Lavoro, alla Previdenza sociale, alla Formazione professionale e all'Emigrazione |
| Innocenzo Leontini     |         | Forza Italia                 | Assessore alla Sanità                                                                         |
| Vincenzo Lo Giudice    |         | Centro Cristiano Democratico | Assessore al Territorio e all'Ambiente                                                        |
| Nino Strano            |         | Alleanza Nazionale           | Assessore al Turismo, alle Comunicazioni e ai Trasporti                                       |

La prima giunta Capodicasa si insediò il 21 novembre 1998, e diede le dimissioni il 16 settembre 1999.
| Assessore             | Partito | Partito                              | Carica                                                                                        |
| --------------------- | ------- | ------------------------------------ | --------------------------------------------------------------------------------------------- |
| Angelo Capodicasa     |         | Democratici di Sinistra              | Presidente                                                                                    |
| Carmelo Lo Monte      |         | Partito Popolare Italiano            | Vicepresidente Assessore ai Lavori pubblici                                                   |
| Vladimiro Crisafulli  |         | Democratici di Sinistra              | Assessore alla Presidenza                                                                     |
| Salvatore Cuffaro     |         | Unione Democratica per la Repubblica | Assessore all'Agricoltura e alle Foreste                                                      |
| Salvatore Morinello   |         | Partito dei Comunisti Italiani       | Assessore ai Beni culturali, ambientali e alla Pubblica istruzione                            |
| Francesco Piro        |         | La Rete                              | Assessore al Bilancio e alle Finanze                                                          |
| Giovanni Battaglia    |         | Democratici di Sinistra              | Assessore alla Cooperazione, al Commercio, all'Artigianato e alla Pesca                       |
| Salvino Barbagallo    |         | Unione Democratica per la Repubblica | Assessore agli Enti locali                                                                    |
| Giuseppe Castiglione  |         | Unione Democratica per la Repubblica | Assessore all'Industria                                                                       |
| Antonino Papania      |         | Partito Popolare Italiano            | Assessore al Lavoro, alla Previdenza sociale, alla Formazione professionale e all'Emigrazione |
| Sebastiano Sanzarello |         | Unione Democratica per la Repubblica | Assessore alla Sanità                                                                         |
| Vincenzo Lo Giudice   |         | Unione Democratica per la Repubblica | Assessore al Territorio e all'Ambiente                                                        |
| Domenico Rotella      |         | Rinnovamento Italiano                | Assessore al Turismo, alle Comunicazioni e ai Trasporti                                       |

La seconda giunta Capodicasa si insediò il 10 novembre 1999, e diede le dimissioni il 21 giugno 2000.
| Assessore            | Partito | Partito                        | Carica                                                                                        |
| -------------------- | ------- | ------------------------------ | --------------------------------------------------------------------------------------------- |
| Angelo Capodicasa    |         | Democratici di Sinistra        | Presidente                                                                                    |
| Carmelo Lo Monte     |         | Partito Popolare Italiano      | Vicepresidente Assessore ai Lavori pubblici                                                   |
| Vladimiro Crisafulli |         | Democratici di Sinistra        | Assessore alla Presidenza                                                                     |
| Salvatore Cuffaro    |         | UDEUR                          | Assessore all'Agricoltura e alle Foreste                                                      |
| Salvatore Morinello  |         | Partito dei Comunisti Italiani | Assessore ai Beni culturali, ambientali e alla Pubblica istruzione                            |
| Francesco Piro       |         | I Democratici                  | Assessore al Bilancio e alle Finanze                                                          |
| Giovanni Battaglia   |         | Democratici di Sinistra        | Assessore alla Cooperazione, al Commercio, all'Artigianato e alla Pesca                       |
| Salvino Barbagallo   |         | UDEUR                          | Assessore agli Enti locali                                                                    |
| Giovanni Manzullo    |         | UDEUR                          | Assessore all'Industria                                                                       |
| Antonino Papania     |         | Partito Popolare Italiano      | Assessore al Lavoro, alla Previdenza sociale, alla Formazione professionale e all'Emigrazione |
| Federico Martino     |         | Indipendente di sinistra       | Assessore alla Sanità                                                                         |
| Vincenzo Lo Giudice  |         | UDEUR                          | Assessore al Territorio e all'Ambiente                                                        |
| Domenico Rotella     |         | Rinnovamento Italiano          | Assessore al Turismo, alle Comunicazioni e ai Trasporti                                       |

La seconda giunta Leanza si insediò il 26 luglio 2000, e rimase in funzione fino a fine legislatura.
| Assessore               | Partito | Partito                      | Carica                                                                                        |
| ----------------------- | ------- | ---------------------------- | --------------------------------------------------------------------------------------------- |
| Vincenzo Leanza         |         | UDEUR                        | Presidente                                                                                    |
| Benedetto Fabio Granata |         | Alleanza Nazionale           | Vicepresidente Assessore ai Beni culturali, ambientali e alla Pubblica istruzione             |
| Giuseppe Drago          |         | Centro Cristiano Democratico | Assessore alla Presidenza                                                                     |
| Salvatore Cuffaro       |         | UDEUR                        | Assessore all'Agricoltura e alle Foreste                                                      |
| Nicolò Nicolosi         |         | Liberaldemocratici           | Assessore al Bilancio e alle Finanze                                                          |
| Bartolo Speranza        |         | Rinnovamento Italiano        | Assessore alla Cooperazione, al Commercio, all'Artigianato e alla Pesca                       |
| Girolamo Turano         |         | Cristiani Democratici Uniti  | Assessore agli Enti locali                                                                    |
| Giovanni Ricevuto       |         | Partito Socialista           | Assessore all'Industria                                                                       |
| Vincenzo Lo Giudice     |         | UDEUR                        | Assessore ai Lavori pubblici                                                                  |
| Benedetto Adragna       |         | Partito Popolare Italiano    | Assessore al Lavoro, alla Previdenza sociale, alla Formazione professionale e all'Emigrazione |
| Giuseppe Provenzano     |         | Forza Italia                 | Assessore alla Sanità                                                                         |
| Carmelo Lo Monte        |         | Partito Popolare Italiano    | Assessore al Territorio e all'Ambiente                                                        |
| Domenico Rotella        |         | Rinnovamento Italiano        | Assessore al Turismo, alle Comunicazioni e ai Trasporti                                       |

1. 1 2  Nel marzo 1998 aderisce alla scissione dei Cristiani Democratici per la Repubblica, confluendo poi nell'Unione Democratica per la Repubblica
2. ↑  In seguito alla sua elezione a presidente viene espulso dal partito; aderisce in seguito a  Forza Italia
3. 1 2  In seguito alla sua elezione ad assessore viene espulso dal partito; aderisce in seguito ai Cristiani Democratici Uniti
4. ↑  Nel gennaio 2001 aderisce a Nuova Sicilia
5. 1 2  In seguito alla sua elezione ad assessore viene espulso dal partito; aderisce in seguito a Nuova Sicilia
6. 1 2  In seguito alla sua elezione ad assessore viene espulso dal partito; aderisce in seguito a Democrazia Europea